# 915
915 (CMXV) je bilo navadno leto, ki se je po julijanskem koledarju začelo na nedeljo.

## Dogodki
- 1. januar

## Smrti
- Spytihněv I., drugi vojvoda Češke (* okoli 875)